# José Tomás Reina Rincón

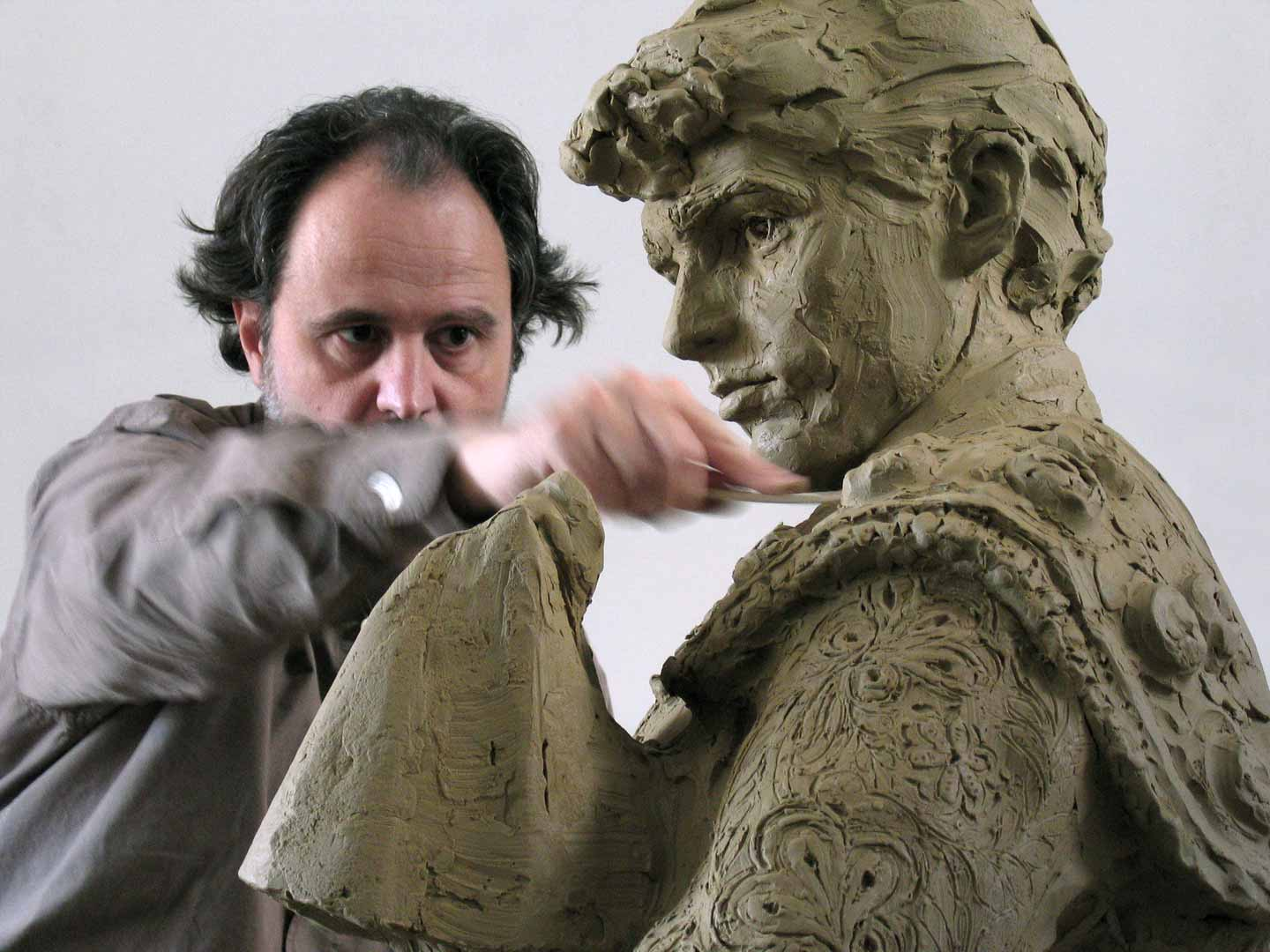
Escultura taurina de Reina Rincón (López Arza, 2005). Actualmente frente a la plaza de toros de Ciudad Real.

José Tomás Reina Rincón, más conocido como Reina Rincón o El Manchego (Ciudad Real, España, 21 de septiembre de 1979-Miraflores, Lima, Perú, 2 de julio de 2002) fue un torero español. Fue asesinado a los 22 años en Miraflores (Perú) en un caso que conmocionó a la opinión pública.

## Biografía
Debutó con caballos el 31 de marzo en Carrión de Calatrava (Ciudad Real), con novillos de Jiménez Pasquau. Compartieron corrida con él este día, Miguel Ángel Sánchez y Mari Paz Vega. En 1998 participó en 23 novilladas. En 1999 participó en 32 novilladas, entre ellas en la Real Maestranza de Sevilla el 6 de junio. Obtuvo el Premio al mejor novillero de Castilla-La Mancha.
El 7 de mayo de 2000 en Ciudad Real, tomó la alternativa de mano del maestro Julio Aparicio y como testigo Uceda Leal. Con ganado de Diego Puerta, consiguió una gran ovación y 2 orejas. Lidió en 8 festejos y obtiene 8 orejas en Alcázar de San Juan, Ciudad Real o Almodóvar del Campo. Sus apoderados fueron Luis Palomeque y Eloy Lillo. En 2001 toreó en Estepona, en la plaza de Méjanes (Arlés), en La Solana, en Gerona y en Ciudad Real. En 2002, el 23 de junio en San Pablo (Perú), cortó 4 orejas. El 26 de junio, lidió su última corrida en Chota (Perú), donde corta 2 orejas.

## Asesinato
La noche del martes 2 de julio de 2002, sus compañeros vieron por última vez al diestro a las 8 de la tarde, cuando José Reina abandonó el hotel y desde ese momento ninguno de sus amigos, los toreros José Bricio y Curro Martínez, lo volvió a ver.
Las primeras hipótesis, apoyadas en la conocida fama nocturna del ambiente taurino, apuntaban a que Reina Rincón había sido seducido, drogado y secuestrado en una calle donde hay numerosos locales nocturnos y se reúnen cientos de jóvenes. Quizá ebrio o envuelto en alguna reyerta, en lugar de ser llevado por la policía a una comisaría y multado por atentar contra el orden público, fue asesinado con una barra de hierro, en pleno parque Central Kennedy de Miraflores, situado junto a la "Calle de las Pizzas". Sus asesinos no fueron unos delincuentes comunes, sino un policía y tres serenos (policías locales).[cita requerida]
Tras una semana de angustia, el mar arrastró su cuerpo sin vida, en la playa Waikiki de Miraflores. Su rostro había sido desfigurado por la sal. El único rasgo reconocible fue un tatuaje que tenía a la altura de la cadera. El cadáver presentaba múltiples fracturas y otros signos de violencia extrema.
El caso estuvo envuelto en polémica desde un principio, pues en la primera autopsia realizada en la capital peruana le fueron extraídos varios órganos vitales, que impidieron una segunda autopsia en España que determinase las causas últimas de la muerte.
La versión oficial es que el torero había salido del hotel, fue abordado en plena calle. Tres serenos y un policía nacional confesaron su participación en el robo y el secuestro, afirmando que abandonaron al torero en la playa con vida y negando el asesinato. La sentencia, de enero de 2005, aceptó esta versión y solo condenó a los acusados a 25 años de cárcel por robo y secuestro. En julio de 2005 el fiscal cambió su postura y solicitó la absolución de los condenados, levantando la indignación de la familia.

## Homenajes
En 2002 hubo una corrida homenaje en Ciudad Real en la que lidiaron Sánchez Puerto, Enrique Ponce, Finito de Córdoba, Vicente Barrera, que indultó un novillo de Fuente Ymbro, Antonio Ferrera, Morante de la Puebla y Aníbal Ruiz.
En 2005 se inauguró una escultura taurina frente a la puerta grande de la plaza de toros de Ciudad Real. En 2022 Daniel Luque le rindió homenaje en Almodóvar del Campo luciendo un capote de paseo de Reina Rincón.